# 블레셋
블레셋(히브리어: פְּלֶשֶׁת)은 주로 가자, 아슈켈론, 아슈도드, 에그론, 가드, 야파로 구성된 남서부 레반트의 5개 주요 도시 또는 펜타폴리스의 연합이었다.
학자들은 블레셋인들이 기원전 1200년경부터 이 지역에 정착하여 지역 가나안 사람들과 섞이며 펠레셋인 또는 블레셋인들로 알려지게 되었다고 믿는다. 영토의 최대 확장기에는 가나안 해안을 따라 시나이의 아리시(오늘날 이집트의 아리시)에서 야콘 강(오늘날 텔아비브)까지, 내륙으로는 멀리 에크론과 가드까지 뻗어 있었을 것이다. 네부카드네자르 2세는 기원전 604년에 블레셋을 침공하여 아스켈론을 불태우고 신바빌로니아 제국에 합병하였으며, 그 해 이후 블레셋은 역사에서 사라졌다.

## 역사
신왕국 시대의 신성문자기록에는 pwrꜣsꜣtj로 표기된 바다 민족 집단이 등장하는데, 일반적으로 펠레셋(Peleset) 또는 풀라스티(Pulasti)로 음역된다. 이들은 기원전 13세기 중반에 이집트를 침공한 것으로 기록되어 있다. 약 한 세기 후 파라오 람세스 3세는 이들 펠레셋을 격파하고 그들을 가나안 남부의 버려진 해안 지역으로 강제 이주시켰다고 주장하였다. 이 승리는 기원전 1150년경 메디나트 하부 신전 비문에 기록되었으며, pwrꜣsꜣtj는 일반적으로 성경의 블레셋과 동일시된다. 또한, 기원전 1149년 이전에 작성된 람세스 3세 통치 연대기인 해리스 대(大) 파피루스에도 블레셋에 대한 이집트의 승리가 언급되어 있다.
그러나 람세스 3세의 주장과 달리, 고고학적 증거로는 이러한 (재)정착의 존재를 입증할 수 없다. 또한, 이미 이집트의 통제 아래 있던 비옥한 지역을 야만적인 침입자들에게 할당했다는 점이 비논리적이라는 지적과 함께 이들이 이집트의 영토를 점령한 것을 미화하여 적은 것으로 추정되기도 한다.
철기 시대 I기 동안 블레셋인은 전통적으로 블레셋 지역으로 간주되는 영토를 넘어 보다 광범위한 지역에서 존재했던 것으로 보인다. 철기 시대 I기에 해당하는 이스르엘 평원의 26개 유적지 중 23곳에서 블레셋 도기가 출토되었으며, 이에는 텔 므깃도, 텔 요크느암, 텔 키리, 아풀라, 텔 카시시, 베에르 티브온, 후르바트 하진, 텔 리심, 텔 레알라, 후르바트 츠로르, 텔 샴, 미드라크 오즈, 텔 자리크 등이 포함된다. 그러나 이러한 도기의 출토량이 극히 적다는 점을 고려할 때, 설령 블레셋인이 해당 지역에 정착했다 하더라도 대다수는 아니었으며, 기원전 10세기까지 토착 가나안인 사회에 동화된 소수 집단에 불과했을 가능성이 크다.
역사적으로 블레셋의 북쪽 경계는 야르콘강이었으며, 서쪽으로는 지중해, 동쪽으로는 유다 왕국의 시글락, 남쪽으로는 아리시에 이르렀다. 블레셋은 다섯 개의 도시 국가로 이루어진 펜타폴리스였으며, 이는 여호수아기와 사무엘서에 기록되어 있다. 오대도시는 아스글론, 아스돗, 에그론, 가드, 가자로, 남서 레반트 지역에 위치하였다. 또한, 텔 카실레와 아벡(아벡 전투가 벌어진 장소)은 블레셋의 국경을 나타내는 지점으로 여겨지며, 특히 텔 카실레에서는 비(非)블레셋인이 상당한 비율을 차지하는 인구 구성을 보인다는 점에서 이러한 경계를 뒷받침하는 증거가 된다. 성경에서 블레셋과 이스라엘 영토의 경계 도시로 언급된 시글락의 정확한 위치는 아직 밝혀지지 않았다.
블레셋 영토에는 현재 텔아비브에 해당하는 야파도 포함되어 있었으나, 성경의 기록에 따르면 솔로몬 시대에 히브리인들에게 빼앗겼다. 그러나 기원전 730년경 아스글론의 블레셋 왕이 야파를 다시 정복하였다. 이후 앗시리아 왕 센나케립이 세 번째 레반트 원정을 단행하면서 야파를 페니키아 도시국가인 시돈에 재할당하였고, 블레셋은 다시는 이 지역을 되찾지 못했다.
블레셋의 다섯 군주들은 히브리 성경에서 이스라엘인, 가나안인, 이집트인들과 끊임없이 갈등하고 교류했던 인물들로 묘사된다. 시간이 흐르면서 블레셋인은 점차 가나안 문화에 동화되었다.
기원전 8세기, 블레셋은 신아시리아 제국의 왕 티글라트-필레세르 3세에 의해 점령되었다. 그러나 블레셋은 이웃 이집트의 부추김을 받아 여러 차례 아시리아에 반기를 들었으며, 그때마다 패배하고 조공을 바쳐야 했다. 블레셋 오대도시 중 하나였던 가드는 기원전 711년 사르곤 2세가 이곳을 점령했다고 기록한 이후 역사에서 사라지는데, 이는 그가 단순히 정복한 것이 아니라 도시 자체를 파괴했을 가능성을 시사한다.
아시리아 기록에서는 블레셋을 의미하는 별도의 명칭이 사용되지 않고, 오직 개별 도시들의 이름만 등장한다. 이는 당시 블레셋이 점차 분열되어, 오대도시 연합이라는 정치적 구조가 무너지고 개별 도시국가들로 나뉘었음을 시사할 수도 있다. 센나케립은 자신의 원정 기록에서 “[히스기야가] 빼앗아 요새화한 블레셋 땅의 왕도(王都)를 약탈하고 불태웠다”고 보고하고 있으나, 그 도시의 이름은 전해지지 않는다. 이와 함께 아스글론 역시 아시리아의 권위를 인정하지 않은 죄로 약탈당한 것으로 기록되어 있다. 그러나 센나케립은 블레셋의 반란에도 불구하고, 아스돗, 가자, 에그론의 왕들에게 유다에서 빼앗은 일부 영토를 분배하였으며, 심지어 유다에 의해 감금되었던 에그론의 왕 파디를 석방하여 다시 왕위에 복귀시키기도 했다.
블레셋은 기원전 6세기 네부카드네자르 2세가 이끄는 신바빌로니아 제국이 레반트를 정복하면서 역사 기록에서 사라진다. 이 시기 아스글론을 비롯한 블레셋 지역의 주요 도시들이 파괴되었으며, 이후 블레셋이라는 명칭은 더 이상 문헌에서 등장하지 않는다.

## 가자 동편

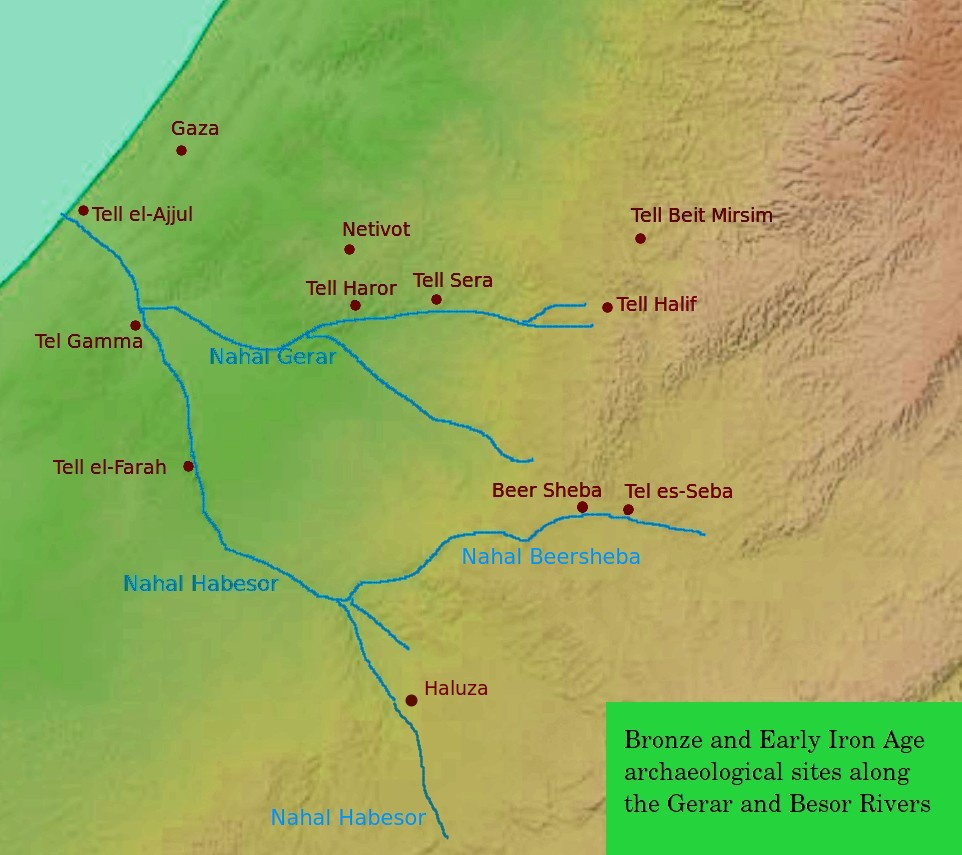
나할 베소르와 나할 게라르 주변의 블레셋

가자 동쪽, 특히 나할 베소르(Nahal Besor) 유역과 나할 게라르(Nahal Gerar) 일대는 블레셋인의 강력한 거점이었다. 나할 베소르는 브엘세바까지 이어지는 계곡을 포함하며, 북쪽의 나할 게라르는 나할 베소르와 합류한 뒤 지중해로 흘러간다. 이 지역은 네게브 사막의 일부를 이루고 있다.
초기 철기 시대에 이곳은 인구 밀도가 높은 지역이었다. 대표적인 고고학 유적으로는 나할 게라르를 따라 자리한 텔 베이트 미르심(Tell Beit Mirsim), 텔 하로르(Tel Haror), 텔 세라(Tel Sera), 그리고 나할 베소르 유역의 텔 젬메(Tell Jemmeh), 텔 엘-파라(Tell el-Far'ah, 남부) 등이 있다. 이들 유적은 모두 블레셋 정착지였음을 보여준다.
신아시리아 제국이 처음 이 지역을 침략했을 때, 블레셋 도시는 일정한 자치권을 보장받는 대가로 조공을 바쳤다. 그러나 이후 여러 차례의 반란이 일어나면서 아시리아의 정책은 점점 강경해졌고, 블레셋의 자치권은 점차 축소되었다.